# Åsundens landskommun
Åsundens landskommun var en tidigare kommun i dåvarande Älvsborgs län.

## Administrativ historik
Kommunen bildades som så kallad storkommun vid kommunreformen 1952 genom sammanläggning av de tidigare landskommunerna Finnekumla, Grönahög, Gällstad, Marbäck, Södra Säm och Tvärred, alla i Kinds härad. Den fick sitt namn efter sjön Åsunden.
Landskommunen ombildades 1 januari 1971 till Åsundens kommun i samband med kommunreformen 1971.
Kommunen upphörde med utgången av år 1973, då dess område lades samman med Ulricehamns kommun.
Kommunkoden var 1554.

### Kyrklig tillhörighet
I kyrkligt hänseende tillhörde kommunen församlingarna Finnekumla, Grönahög, Gällstad, Marbäck, Södra Säm och Tvärred.

## Geografi
Åsundens landskommun omfattade den 1 januari 1952 en areal av 302,22 km², varav 266,95 km² land.

### Tätorter i kommunen 1960
| Tätort   | Folkmängd |
| -------- | --------- |
| Gällstad | 362       |
| Vegby    | 325       |
| Marbäck  | 308       |
| Rånnaväg | 291       |

Tätortsgraden i kommunen var den 1 november 1960 26,8 procent.

## Politik

### Mandatfördelning i valen 1950-1970
| 12 | 13 | 5 | 10 |

| 40 |

| 13 | 12 | 5 | 10 |

| 40 |

| 10 | 11 | 4 | 10 |

| 35 |

| 11 | 12 | 4 | 8 |

| 34 |

| 10 | 13 | 4 | 8 |

| 33 |

| 10 | 14 | 5 | 6 |

| 31 |